# Joël Smets
Joël Smets (Mol, Amberes, Bélgica, 6 de abril de 1969), es un expiloto de motocross profesional belga.Compitió en el Campeonato Mundial de Motocross de 1989 a 2005. Smets es conocido por ser cinco veces campeón del mundo de motocross.

## Trayectoria
Apodado The Flemish Lion ("El León Flamenco") durante su carrera, Smets debe su nombre a Joël Robert, el piloto preferido de sus padres. En 1993 Smets ganó el Gran Premio de Alemania y acabó la temporada del Campeonato del Mundo de 500cc en tercera posición. Un año después, pilotando una Vertemati, ganó dos Grandes Premios y repitió el tercer puesto final. En 1995 la lucha entre el norteamericano Trampas Parker y Smets fue muy dura y se decidió en favor del belga en el último Gran Premio de la temporada, en Alemania.
A pesar de perder el título en la temporada de 1996 en favor del neozelandés Shayne King, Smets lo recuperó en 1997. Siguió su racha de títulos en 500cc en 1998 con Husaberg y en el año 2000 pilotando una KTM. En 2003 compitió contra su compatriota Stefan Everts y el francés Mickael Pichon en la nueva categoría Motocross GP creada por la FIM ese año, en el que se rediseñaron las tres categorías existentes (125, 250 y 500cc) convirtiéndose en 125cc , Motocross GP . y 650cc (a partir de 2004: MX2 , MX1 y MX3, respectivamente). Smets consiguió con la KTM la segunda plaza final detrás de Everts, en una emocionante temporada. Ese año Smets compitió también en la categoría 650cc, después llamada MX3, ganando el título mundial y consiguiendo su 57.ª victoria en Gran Premio.
De cara al 2004 fichó por Suzuki, con la mala suerte de sufrir una seria lesión en la primera carrera de la temporada,  perdiendo toda opción a revalidar el título. La temporada de 2005, carente todavía de plena forma, no pudo batir a Everts en la pista. Sí ganó alguna carrera, pero no logró ninguna victoria en Gran Premio. Su temporada acabó repentinamente en el circuito de Gaildorf, Alemania, cuando se lesionó la rodilla. Despedido por Suzuki, a mediados de la temporada Smets anunció su retirada de los Grandes Premios.
Smets ganó 3 ediciones del Motocross de las Naciones con el equipo de Bélgica en 1995, 1997 y 2003.

## Palmarés
- Campeón del Mundo en 1995 de 500cc.
- Campeón del Mundo en 1997 de 500cc.
- Campeón del Mundo en 1998 de 500cc.
- Campeón del Mundo en 2000 de 500cc.
- Campeón del Mundo en 2003 de 650cc.